# United States Copyright Office
Le United States Copyright Office (littéralement Bureau du copyright des États-Unis), est une institution située à Washington DC et rattachée à la bibliothèque du Congrès. Son objet est d'enregistrer les copyrights aux États-Unis et de maintenir le Copyright Catalog.